# A Twist in the Myth
A Twist in the Myth – album niemieckiego zespołu Blind Guardian, wydany 4 września 2006. Prezentuje muzykę nieco bardziej surową od tej z A Night at the Opera (mniej polifonii i wielogłosów), stanowiąc pod pewnymi względami powrót do wcześniejszej linii zespołu. 
Wydawnictwo zadebiutowało na 21. miejscu listy Billboard Top Independent Albums chart w Stanach Zjednoczonych sprzedając się w przeciągu tygodnia w nakładzie 3000 egzemplarzy.

## Lista utworów
1. This Will Never End (5:07)
2. Otherland (5:15)
3. Turn the Page (4:18)
4. Fly (5:44)
5. Carry the Blessed Home (4:04)
6. Another Stranger Me (4:37)
7. Straight Through the Mirror (5:50)
8. Lionheart (4:15)
9. Skalds and Shadows (3:13)
10. The Edge (4:29)
11. The New Order (4:54)

- Piosenki bonusowe

1. Dead Sound of Misery (5:17)
2. All the King's Horses (4:13)

## Skład zespołu
- Hansi Kürsch – wokal
- André Olbrich – gitara prowadząca
- Marcus Siepen – gitara rytmiczna
- Frederik Ehmke – perkusja, flet i dudy

Gościnnie
- Oliver Holzwarth – gitara basowa
- Chórki: Olaf Senkbeil, Rolf Köhlef i Thomas Hackmann
- Programowanie klawiszy i dodatkowe klawisze: Martin G. Mayer i Pat Benzer